# Faiq Bolkiah
Faiq Jefri Bolkiah (Los Angeles, 9 maggio 1998) è un calciatore bruneiano con cittadinanza statunitense, attaccante del Ratchaburi.

## Biografia
È il figlio di Jefri Bolkiah, Principe del Brunei, ed il nipote di Hassanal Bolkiah, Sultano del Brunei. È nato a Los Angeles ed è in possesso sia della cittadinanza statunitense che di quella bruneiana. È il calciatore più ricco del mondo, con un patrimonio di 20 miliardi di euro, seguito da Cristiano Ronaldo (1 miliardo di euro).

## Carriera

### Gli inizi
Nel 2009, mentre era in forza al Newbury, ha firmato un contratto annuale con il Southampton. Nel 2014 ha firmato un accordo biennale con il Chelsea, dopo essersi allenato con Reading ed Arsenal. Durante il suo periodo all'Arsenal, ha giocato nella Lion City Cup 2013 contro Corinthians, Eintracht Francoforte, PSV e contro la National Football Academy di Singapore: ha trovato una rete contro quest'ultima squadra.

### Leicester City
Con il contratto con il Chelsea in scadenza al 30 giugno 2016, ha lasciato i Blues a dicembre 2015: si è quindi allenato con lo Stoke City, prima di firmare un contratto triennale con il Leicester City. Ha rinnovato il suo contratto nell'estate 2019.

### Marítimo
Alla fine della stagione 2020-2021 il Leicester City rescinde il suo contratto e Faiq si accasa ai portoghesi del Marítimo. Tre mesi dopo, ha esordito con la squadra Under-23 in un pareggio interno per 3-3 contro lo Sporting Lisbona B da titolare. Quarantacinque giorni dopo, è andato in panchina in prima squadra in una gara contro lo Sporting Lisbona, persa per 0-2.
L'11 febbraio 2021, ha esordito con la squadra B, entrando come sostituto nella vittoria 2-1 sul Gondomar.

### Chonburi
Nel dicembre 2021, Bolkiah si è unito al club della Thai League 1 Chonburi, prima della seconda metà della stagione 2021-2022. È diventato il primo bruneiano in assoluto a entrare a far parte di un club thailandese. Ha segnato il suo primo gol per il club nella vittoria per 1-0 contro il Port FC il 25 novembre 2022.

### Nazionale
Bolkiah avrebbe potuto giocare sia per gli Stati Uniti che per il Brunei. Dopo essere stato visionato dagli osservatori statunitensi, ha scelto di rappresentare il Brunei, giocando per le selezioni Under-19 ed Under-23 di questo paese. Con quest'ultima squadra ha giocato nei XXVIII Giochi del Sud-est asiatico, trovando anche una rete nella sconfitta per 1-2 contro Timor Est.
Il 15 ottobre 2016 ha esordito in nazionale maggiore, schierato titolare nella vittoria per 2-1 contro Timor Est. Il 21 ottobre ha segnato la prima rete, su calcio di rigore, nella sconfitta per 4-3 contro il Laos.

## Statistiche

### Cronologia presenze e reti in nazionale
| Cronologia completa delle presenze e delle reti in nazionale ― Brunei | Cronologia completa delle presenze e delle reti in nazionale ― Brunei | Cronologia completa delle presenze e delle reti in nazionale ― Brunei | Cronologia completa delle presenze e delle reti in nazionale ― Brunei | Cronologia completa delle presenze e delle reti in nazionale ― Brunei | Cronologia completa delle presenze e delle reti in nazionale ― Brunei | Cronologia completa delle presenze e delle reti in nazionale ― Brunei | Cronologia completa delle presenze e delle reti in nazionale ― Brunei |
| Data                                                                  | Città                                                                 | In casa                                                               | Risultato                                                             | Ospiti                                                                | Competizione                                                          | Reti                                                                  | Note                                                                  |
| --------------------------------------------------------------------- | --------------------------------------------------------------------- | --------------------------------------------------------------------- | --------------------------------------------------------------------- | --------------------------------------------------------------------- | --------------------------------------------------------------------- | --------------------------------------------------------------------- | --------------------------------------------------------------------- |
| 15-10-2016                                                            | Phnom Penh                                                            | Brunei                                                                | 2 – 1                                                                 | Timor Est                                                             | AFF Suzuki Cup 2016                                                   | -                                                                     |                                                                       |
| 18-10-2016                                                            | Phnom Penh                                                            | Cambogia                                                              | 3 – 0                                                                 | Brunei                                                                | AFF Suzuki Cup 2016                                                   | -                                                                     |                                                                       |
| 21-10-2016                                                            | Phnom Penh                                                            | Laos                                                                  | 4 – 3                                                                 | Brunei                                                                | AFF Suzuki Cup 2016                                                   | 1                                                                     |                                                                       |
| 12-11-2016                                                            | Kuching                                                               | Macao                                                                 | 1 – 1                                                                 | Brunei                                                                | Coppa della solidarietà AFC 2016                                      | -                                                                     |                                                                       |
| 14-11-2016                                                            | Kuching                                                               | Laos                                                                  | 3 – 2                                                                 | Brunei                                                                | Coppa della solidarietà AFC 2016                                      | -                                                                     |                                                                       |
| 8-9-2018                                                              | Phnom Penh                                                            | Brunei                                                                | 1 – 0                                                                 | Timor Est                                                             | AFF Suzuki Cup 2018                                                   | -                                                                     |                                                                       |
| Totale                                                                |                                                                       | Presenze                                                              | 6                                                                     |                                                                       | Reti                                                                  | 1                                                                     |                                                                       |